# Sumpfburg
Eine Sumpfburg ist eine Niederungsburg in einer Sumpf- oder Moorlandschaft. Sie nutzte die natürliche Unzugänglichkeit des Geländes als Verteidigungsvorteil. Dabei wurde im Gegensatz zu einer Wasserburg eine Sumpf- oder Moorlandschaft als Annäherungshindernis benutzt oder eingebaut. Sumpfburgen wurden meist innerhalb dieser Landschaften als Aufschüttung, ähnlich einer Wallburg, erzeugt. Mancherorts wurde aber nur eine naheliegende Sumpf- oder Moorlandschaft nach einer oder mehreren Seiten als Schutz benutzt und die Burg auf festem Land erbaut, wie das z. B. bei der ersten Burg Danzig der Fall war. Die meisten Burgen dieses Typs wurden in den Niederungen von Flüssen zur Ost- und Nordsee zwischen Niedersachsen und Mecklenburg errichtet.
Sumpfburgen sind geschichtlich eine der ältesten Burgentypen und wurden schon im Frühmittelalter von den slawischen Völkern in den genannten Gebieten erbaut. Ihre Abgrenzung zu Wasserburgen ist fließend. Wenn sie als Pfahlbau auf einer Holzplattform errichtet war, spricht man von einer Kemlade.
Nach Schweizer Historikern kann man eine Sumpfburg im weitesten Sinne als Anlage definieren, deren äußere Verteidigungswerke in der Ausnutzung natürlicher Hindernisse, wie mäandrierenden Flussläufen, Sümpfen und Mooren als Schutz aufgebaut sind oder ganz innerhalb dieser Hindernisse aufgeschüttet sind. Damit kann man eine Sumpfburg auch als Wasserburg mit Schutz durch natürliche Gewässer bezeichnen.
Sumpfburgen:
- Burgruine Weferlingen
- Burg Oebisfelde, eine der ältesten erhaltenen Sumpfburgen Europas[3]
- Burg Storkow
- Burg Calvörde
- Burg Süpplingenburg, hier wuchs der Herzog von Sachsen und spätere Kaiser des römisch-deutschen Reiches Lothar III. auf[4]
- Vorgängerburg des späteren Harburger Schlosses
- Die Wallburg Altenburg (Hanau) wurde von Karl August von Cohausen als Sumpfburg bezeichnet[5]